# Біосеквестрація

Біосеквестрація в лісах.

Біосеквестра́ція — це захоплення та зберігання вуглекислого парникового газу атмосфери шляхом природних або модифікованих біологічних процесів.
Ця форма секвестрації вуглецю відбувається за рахунок збільшення темпів фотосинтезу через зміну методів землекористування, таких як лісовідновлення та генна інженерія. Існують методи та практики для посилення захоплення вуглецю в обох галузях сільського господарства та лісового господарства. Крім того, в контексті промислового виробництва енергії такі стратегії, як біоенергетика з використанням технології уловлювання та зберігання вуглецю від спалення вугілля, нафти або природного газу, можуть використовувати біосеквестрацію водоростей (Біореактор з водоростей).

## Історія
Біосеквестрація як природний процес відбувалася в минулому (Вугільний ліс) і завдяки їй утворилася велика кількість вугілля та нафти, які зараз спалюють люди. Зазвичай термін не стосується секвестрування вуглекислого газу в океанах (закислення океану) або скельних утворень (геологічне секвестрування), виснажених нафтових або газових резервуарів (пік нафти) чи промислового хімічного очищення вуглекислого газу.
Одну з гіпотез зниження температури Землі називають Азолова подія, за назвою папороті Azolla, що росте на поверхні води та може дуже швидко збільшувати біомасу. Вона росла на місці сучасного Північного океану, а їхні рештки осідали й не розкладалися.

## Секвестрація вуглецю в рослинах

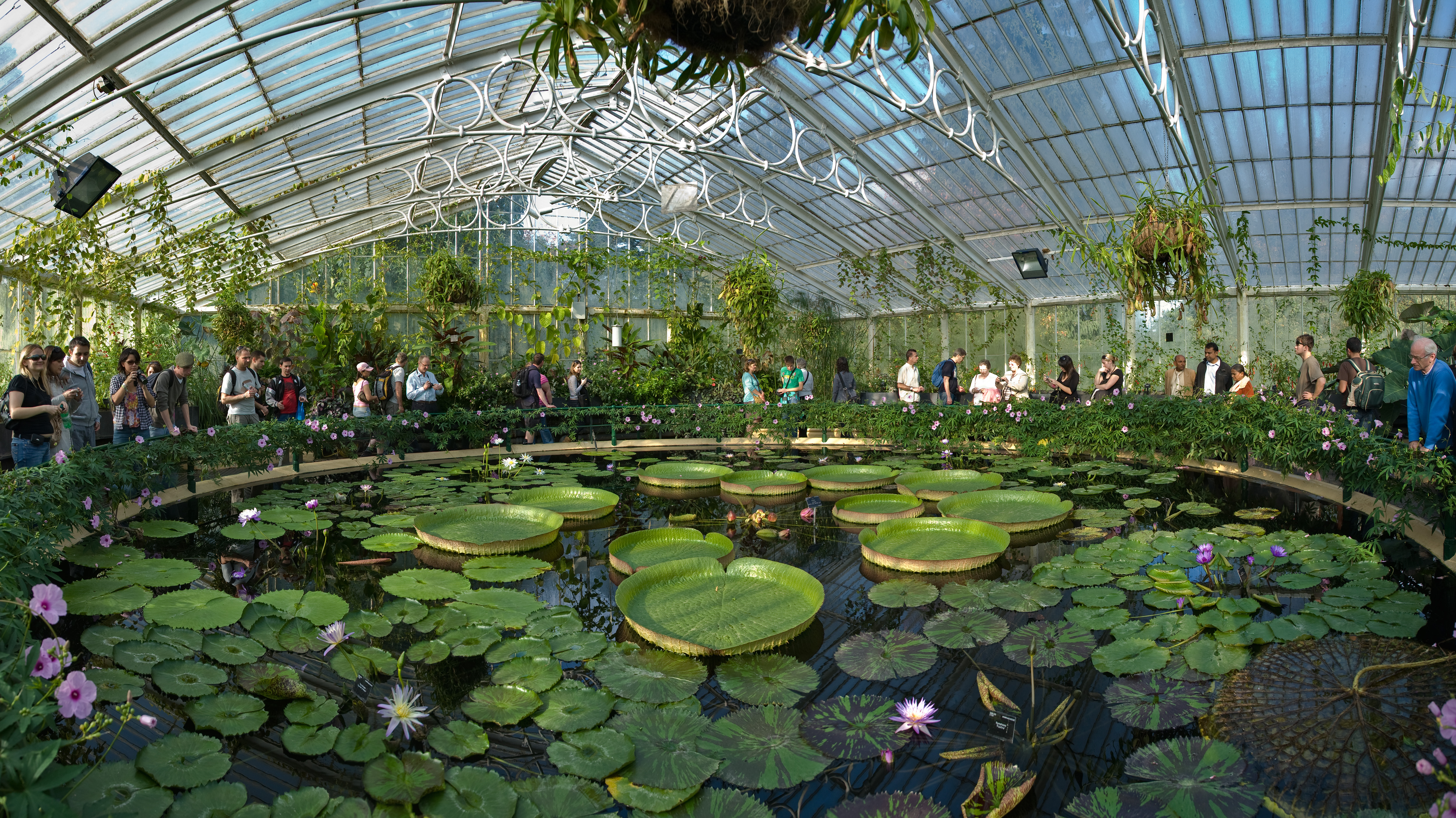
Дім лілій у ботанічному саді Кью.

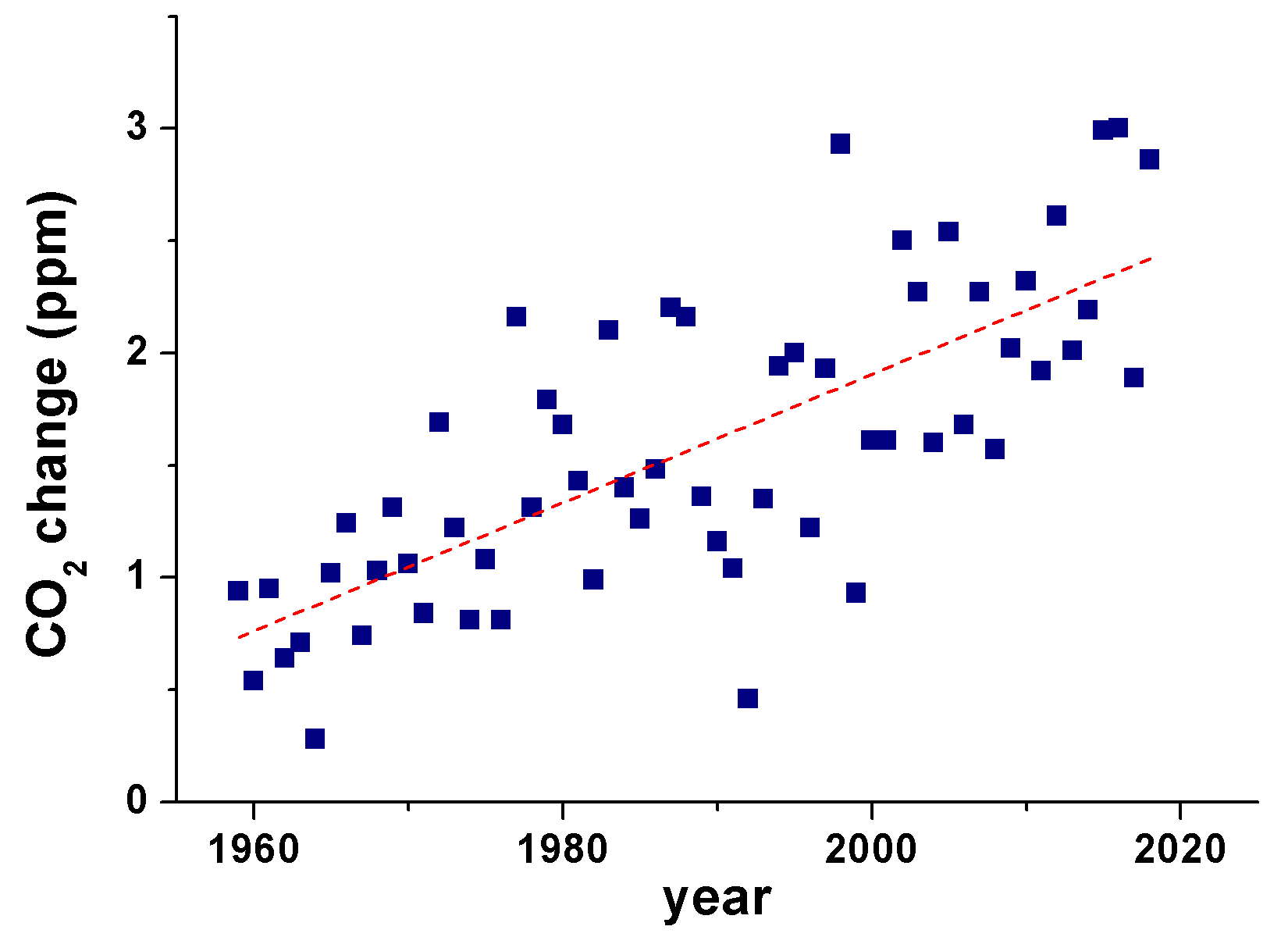
Останній річний приріст атмосферного СО _{2}

Після водяної пари (концентрація якої має обмежений вплив на людину) вуглекислий газ є найпоширенішим парниковим газом в атмосфері. Атмосферний вуглекислий газ збільшився з приблизно 280 проміле в 1750 році до 383 проміле в 2007 році, тепер зростає із середньою швидкістю 2 ppm в рік. Раніше світові океани відігравали важливу роль у секвестерації атмосферного вуглекислого газу через розчинність та фотосинтез фітопланктону. Враховуючи несприятливі наслідки закислення океану, глобального потепління та зміни клімату для людства науковці досліджують можливість захоплення вуглецю за допомогою рослин.

## Лісовідновлення

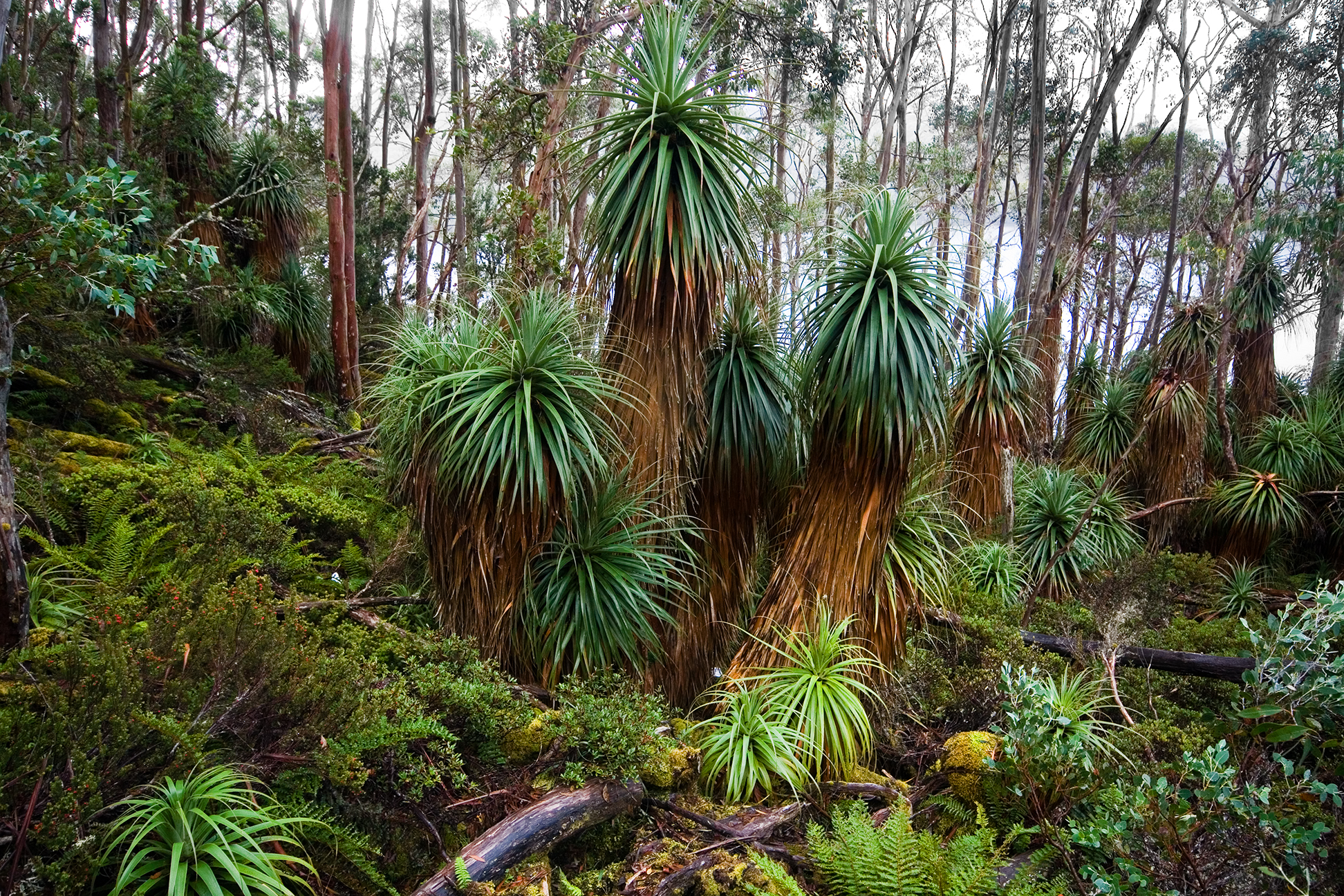
Лісовідновлення та зменшення вирубки лісів можуть рятувати людство від глобального потепління. Пандані (Richea pandanifolia) біля озера Добсон, Національний парк Маунт-Філд, Тасманія, Австралія

Міжурядова група з питань зміни клімату (МГЕЗК) підрахувала, що вирубка лісів зараз спричиняє близько 20 відсотків загальних парникових газів, що потрапляють в атмосферу. Канделл і Раупах стверджують, що лісовідновлення та зменшення вирубки лісів можуть збільшити біосеквестрацію.
Нещодавній звіт австралійської організації CSIRO показав, що лісогосподарські та пов'язані з лісом варіанти біосеквестрації є найважливішими і завдяки їм найлегше домогтися захоплення вуглецю, що може становить 105 млн тонн на рік CO2

## Посилений фотосинтез

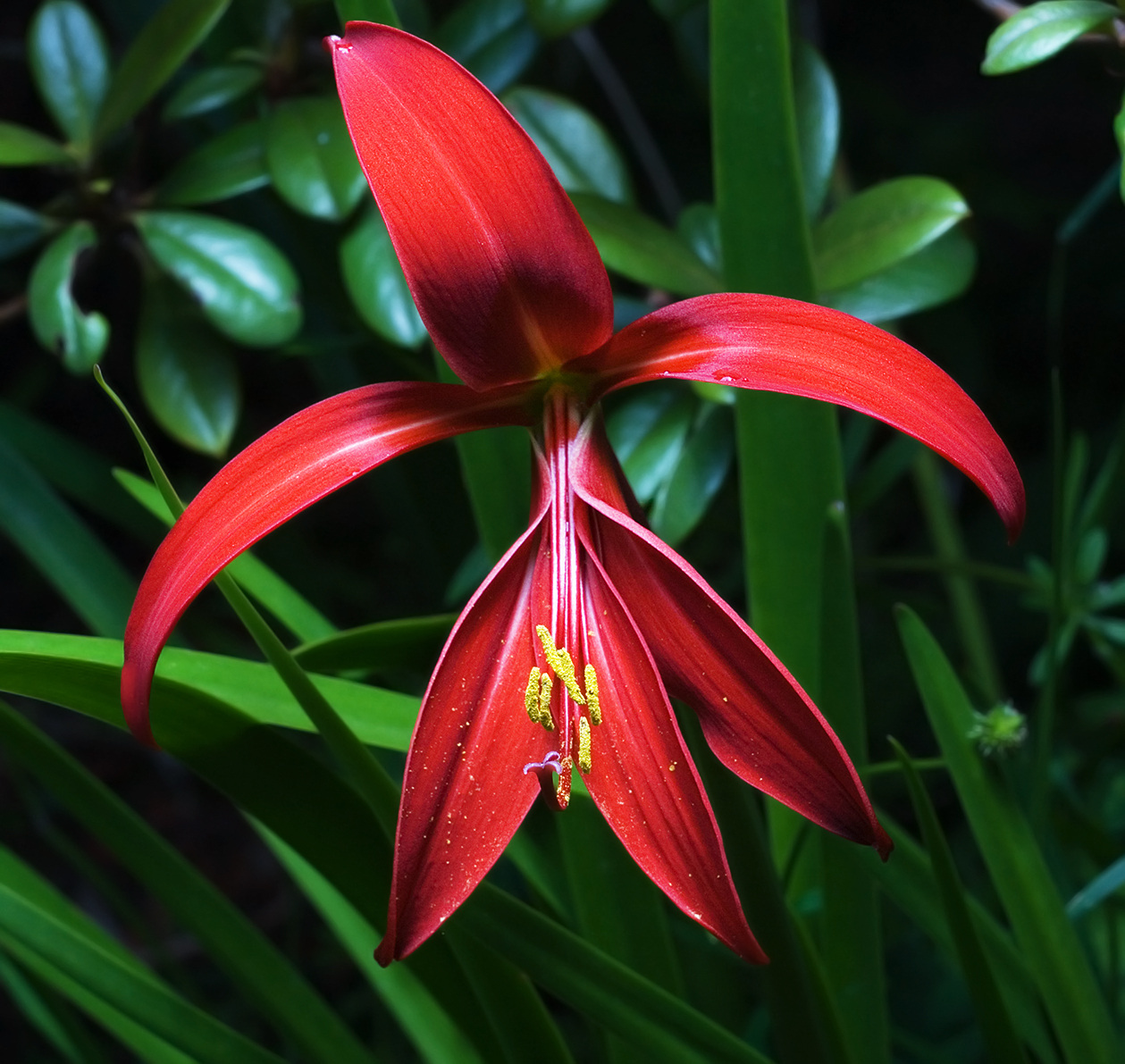
Sprekelia formosissima в Тасманії, Австралія.

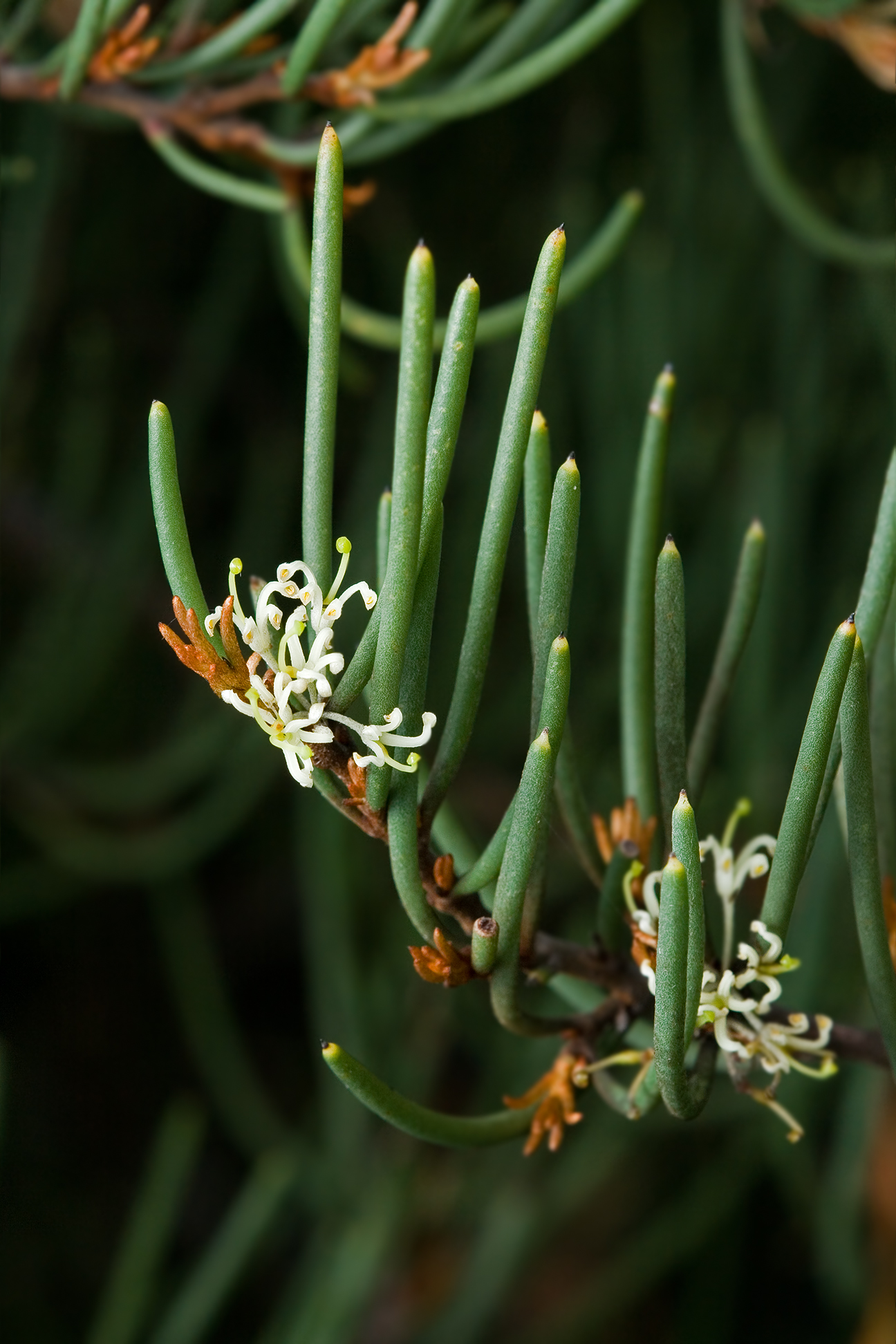
Hakea epiglottis, мис Рауль, півострів Тасман, Тасманія, Австралія.

Біосеквестрацію можна підвищити за рахунок зміни фотосинтетичної ефективності шляхом редагування генів рибулозобісфосфаткарбоксилази в рослинах для підвищення каталітичної, оксигенаційної активності цього ферменту.
Одне з таких напрямків дослідження передбачає збільшення в Землі частки фотосинтетичних рослин, що фіксують вуглець С4. Рослини С4 становлять близько 5 % рослинної біомаси та 1 % відомих видів рослин але на них припадає близько 30 % наземної фіксації вуглецю. У листках рослин С3 захоплені фотони сонячної енергії проходять фотосинтез, який засвоює вуглець у вуглеводи (триосефосфати) у хлоропластах клітин мезофілу. Первинний етап фіксації CO2 каталізується рибулозо-1,5-бісфосфат карбоксилазою / оксигеназою (рибулозобісфосфаткарбоксилаза), яка реагує з O2, що призводить до фотодихання, що захищає фотосинтез від фотоінгібування, але витрачає 50 % потенційно фіксованого вуглецю. Фотосинтез С4, однак, концентрує СО2 в місці реакції рибулозобісфосфаткарбоксилази. Дослідження в галузі рослинництва направлений на розвиток генетичної інженерії харчових культур С3 (наприклад, пшениці, ячменю, сої, картоплі та рису) за допомогою фотосинтетичного апарату рослин С4.